# Sala (Litwa)
Sala (lit. Sala) – wieś na Litwie, w okręgu uciańskim, w rejonie jezioroskim, w starostwie Turmont.
Dawniej Ostrów III.

## Historia
W czasach zaborów ówczesny zaścianek Ostrów w granicach Imperium Rosyjskiego.
W dwudziestoleciu międzywojennym zaścianek Ostrów III leżał w Polsce, w województwie nowogródzkim (od 1926 w województwie wileńskim), w powiecie brasławskim, w gminie Smołwy.
Powszechny Spis Ludności z 1921 roku podał łączną liczbę mieszkańców i budynków mieszkalnych dla zaścianków Ostrów I, II, III i IV. Zamieszkiwało tu 27 osób, wszystkie były wyznania rzymskokatolickiego. Jednocześnie 23 mieszkańców zadeklarowało polską przynależność narodową a 4 litewską. Było tu 5 budynków mieszkalnych. W 1931 Ostrów III liczył 6 mieszkańców w 1 domu.
Wierni należeli do parafii rzymskokatolickiej w Smołwach. Miejscowość podlegała pod Sąd Grodzki w m. Turmont i Okręgowy w Wilnie; właściwy urząd pocztowy mieścił się w m. Turmont.